# Anastasia Maksimova
Anastasia Ivanovna Maksimova (em russo:  Анастасия Ивановна Максимова; Petrozavodsk, 27 de junho de 1991) é uma ginasta russa que compete em provas de ginástica rítmica, campeã mundial por equipes em 2015 e olímpica em 2016.

## Carreira
Uma das veteranas da atual seleção nacional russa de ginástica rítmica, Maksimova competiu em cinco Campeonatos Mundiais, sendo que sua primeira aparição foi em 2009 em Ise, Japão, onde a Rússia conquistou três medalhas, uma delas de ouro. Em 2010 foi rebaixada para a seleção reserva, mas voltou a integrar a equipe principal em 2013.
Foi membro da equipe que conquistou o ouro por equipes no Campeonato Europeu de 2014 em Baku, no Azerbaijão, e no Campeonato Mundial em Esmirna, na Turquia onde terminou em quarto no grupo lugar por equipes e em primeiro no combinado de 2 fitas e 3 bolas. No ano seguinte foi convocada para participar dos primeiros Jogos Europeus, em Baku, onde levou a medalha de ouro por equipes e nas 5 fitas. A equipe russa terminou a temporada de 2015 ganhando o ouro por equipes no Campeonato Mundial em Stuttgart, Alemanha, bem como no combinado de 6 maças e 2 arcos, além de uma prata nas 5 fitas.
Em 2016, Maksimova conqusitou junto com a equipe russa a medalha de ouro por equipes no Campeonato Europeu de Holon, Israel. Naquela mesma temporada integrou a seleção de ginástica rítmica nos Jogos Olímpicos de 2016, no Rio de Janeiro, que obteve a medalha de ouro por equipes ao lado de Maria Tolkacheva, Anastasia Tatareva, Anastasia Bliznyuk e Vera Biryukova.
Pouco depois das Olimpíadas, chegou a encerrar sua carreira competitiva, mas retomou as competições quase dois anos depois e voltou para a seleção nacional em 2019, onde conquistou pódios nos Jogos Europeus de Minsk (um ouro e um bronze) e no Campeonato Mundial, em Baku (dois ouros e um bronze).